# 大都等路民匠总管府
大都等路民匠总管府，元代官署名，隶属将作院。
特别主管专供御用的衣服、以及为宣政院织造佛像。所属匠人只许在大都附近居住，均世籍。所属有备章总院、尚衣局、御衣局、织佛像提举司等。